# ジミー・ネッパー
ジミー・ネッパー（Jimmy Knepper、1927年11月22日 - 2003年6月14日）は、アメリカのジャズ・トロンボーン奏者。リーダーとしての自身のレコーディングに加え、チャーリー・バーネット、ウディ・ハーマン、クロード・ソーンヒル、スタン・ケントン、ベニー・グッドマン、ギル・エヴァンス、サド・ジョーンズ&メル・ルイス、秋吉敏子&ルー・タバキン、そして最も有名なチャールズ・ミンガスなど、数多くのミュージシャンたちと共演し、レコーディングを行った。ネッパーは2003年にパーキンソン病の合併症によった亡くなった。

## 略歴
ネッパーはアメリカ合衆国カリフォルニア州ロサンゼルスで、看護師と警察官の次男として生まれた。両親は彼が生まれて間もなく離婚し、母親は養育費を請求するために虐待的な夫を訴えなければならなかった。母親が働いている間、彼と兄のロバートは、ペイジ陸軍士官学校やセントジョンズ陸軍士官学校など、いくつかの寄宿学校や陸軍士官学校に通った。6歳の時、在学中に最初の楽器であるアルトホルンを手にした。最初の教師は、彼が「トロンボーン口調」だったことを理由に、アルトホルンをやめてトロンボーンを始めるように勧めた。彼はロサンゼルスで最初のプロとしての演奏活動を行い、15歳でワシントン州スポケーンへ旅立った。高校を卒業し、後にロサンゼルス・コミュニティ・カレッジに通った。
1954年5月8日、メイナード・ファーガソン・バンドとのツアー中、アリゾナ州ツーソンで行われた民事婚で、ネッパーは女性のみのジャズ・バンド、インターナショナル・スウィートハーツ・オブ・リズムのトランペット奏者、マキシン・ヘレン・フィールズと結婚した。2人の間には2人の子供、娘のロビン・リード・ネッパー・マホネンと息子のティモシー・ジェイ・ネッパーが生まれたが、息子のティモシー・ジェイ・ネッパーはネッパーより先に亡くなった。ネッパーは、ジャズ界で「バード」と呼ばれていた憧れのチャーリー・パーカーに敬意を表して「ロビン」と「ジェイ」という名前を選んだ。彼には4人の孫がいた。
1959年、アメリカ合衆国国務省は、バンドリーダーのハービー・マンが演奏した「African Suite」を聴いた後、マンのアフリカ訪問費用を援助した。幸運にも、ネッパーはこのツアーでウィリー・デニスに代わり、バンドのトロンボーン奏者として参加した。
14週間のツアーは1959年12月31日から1960年4月5日まで行われた。参加ミュージシャンは、ハービー・マン（バンドリーダー、フルート、サックス）、ジョニー・レイ（ヴィブラフォン奏者で編曲家）、ドン・ペイン（ベース）、ドク・チータム（トランペット）、ジミー・ネッパー（トロンボーン）、カルロス・"パタト"・バルデス（コンゲーロ）、ホセ・マングアル（ボンゴ）であった。公式旅程に記載されている渡航先は、シエラレオネ、リベリア、ナイジェリア、モザンビーク、ローデシア、タンガニーカ、ケニア、エチオピア、スーダン、モロッコ、チュニジア。ネッパーはこのツアーの記録を、妻のマキシン、娘のロビン、息子のティモシーに宛てた一連の手紙において詳細に記録した。これらの手紙は最近になって、自宅の屋根裏部屋の埃っぽい箱の中で大切に保存されていたところが発見され、娘によって書き写された。これらの手紙は、ジャズ史に名高いミュージシャンの内輪の出来事、そして献身的な家族思いでもあったツアー・ミュージシャンの人生を垣間見ることができる魅力的な作品となっている。彼は共に仕事をしたミュージシャンたちの私生活を鮮やかに描き出し、アフリカの風景や人々を描写することで、アフリカ人が自国で市民権をほとんど得られなかった時代を鮮やかに描き出している。ネッパーの娘は、これらの手紙の出版を希望している。
1962年、ネッパーはベニー・グッドマンのビッグバンドと共にソ連をツアーした。これは冷戦期の文化交流の一環であり、ボリショイ・バレエ団もこのツアーでアメリカを訪れた。この画期的でありながらも悲惨なツアーは、ネッパーの手紙にも記録されている。
ネッパーはまた、バーブラ・ストライサンド、後にミミ・ハインズと共演したブロードウェイ公演『ファニー・ガール』の全公演でピット・オーケストラで演奏した。17回のプレビュー公演の後、ブロードウェイ・プロダクションは1964年3月26日にウィンター・ガーデン劇場で開幕し、その後もマジェスティック劇場、ブロードウェイ劇場へと舞台を移し、通算1,348回の公演を達成した。1967年と1968年には、マーク・ヘリンガー劇場で上演された『An Evening with Marlene Dietrich（マレーネ・ディートリヒとの夕べ）』のピット・オーケストラで演奏し、ディートリッヒは1968年にトニー賞を受賞した。また、『オン・ユア・トウズ』や『The Me Nobody Knows』といったオフ・ブロードウェイ作品にも参加した。
『ファニー・ガール』に出演中、ネッパーはサド・ジョーンズ / メル・ルイス・ジャズ・オーケストラのメンバーとなった。このビッグバンドは、1965年頃にトランペット奏者のサド・ジョーンズとドラマーのメル・ルイスによって結成され、ニューヨークのグリニッジ・ヴィレッジにあるヴィレッジ・ヴァンガードで月曜夜のジャズ・ショーを40年にわたる伝統として始めたものである。このバンドは結成当初から12年間活動したが、1990年にルイスが亡くなってからはヴァンガード・ジャズ・オーケストラに改名され、40年間ヴィレッジ・ヴァンガードで月曜夜のレジデント・コンサートを続けている。ネッパーは再びソ連をツアーし、今度はTJMLと共に日本とヨーロッパをツアーし、1974年には彼らと共にモントルー・ジャズ・フェスティバルにも出演した。
1969年、ネッパーは、ブラッド・スウェット・アンド・ティアーズ脱退後のジャズ活動期のキーボード奏者アル・クーパーと共にツアーを行い、アルバム『孤独な世界』をレコーディングした。このコンサート・ツアーにはフィラデルフィア・スペクトラムやアトランタでの公演も含まれており、アトランタでは少しだけジャニス・ジョプリンと顔を合わせている。
1980年、アルバム『カニングバード』でグラミー賞の「最優秀ジャズ・インストゥルメンタリスト・パフォーマンス、ソリスト」にノミネートされた。
ネッパーは1981年から1984年まで4年連続で『ダウン・ビート』誌の読者投票による「最優秀トロンボーン奏者」賞を受賞した。彼はまた、1981年に『ダウン・ビート』批評家投票で1位を獲得し、その後の1983年から1987年まで5年連続で1位を獲得した。

## ミンガスとの共演
ネッパーは20世紀を代表するジャズ・ミュージシャンたちと共演したが、最もよく知られているのは、ベーシスト兼作曲家のチャールズ・ミンガスとの共演と、波乱に満ちた関係だろう。
ミンガスは気性が荒いことで有名で、ネッパーを2度殴打した。ある時、フィラデルフィアでの追悼コンサートのステージ上で、ミンガスはピアニストの秋吉敏子の手を楽器の鍵盤カバーで押し潰そうとした後、ネッパーを殴りつけたと伝えられている。しかし、この話の信憑性については、秋吉とミンガスの息子であるエリック・ミンガスの両方から疑問視されている。その後、ミンガスは、1962年10月12日のニューヨーク・タウンホールでの悲惨なコンサートの準備として、ミンガスのアパートでネッパーとエピタフの楽譜を一緒に作っていたときに、ネッパーの口を殴ったと伝えられている。この殴打でネッパーの歯が1本折れ、アンブシュアが壊れ、トロンボーンの最高音域の1オクターブが出せなくなった。この攻撃で彼らの仕事上の関係は終わり、ネッパーはコンサートで演奏することができなくなった。暴行で告訴されたミンガスは、1963年1月に法廷に出廷し、執行猶予付きの判決を受けた。娘のロビンによると、ミンガスは後にネッパーの自宅にヘロインを郵送し、匿名で警察に通報した。当時幼かった彼女は、郵便配達員が小包を配達した後、警察が父親を尋問したのを覚えている。それでも1970年代には、2人は最終的に完全に和解し、コンサートやミンガスの最後のアルバムの少なくとも1枚で共演するに至った。
ミンガスの死後、そしてミンガス・ダイナスティの初代バンドリーダーでドラマーのダニー・リッチモンドの死後、ネッパーはミンガス・ダイナスティ・オーケストラを率いて、中東とヨーロッパをツアーした。

## ディスコグラフィ

### リーダー・アルバム
- Jazz Workshop Presents: "Jimmy Knepper" (1957年、Debut) ※EP
- 『スインギン・イントロダクション・トゥ・ジミー・ネッパー』 - A Swinging Introduction to Jimmy Knepper (1957年、Bethlehem)
- The Pepper-Knepper Quintet (1958年、MetroJazz)
- 『カニングバード』 - Cunningbird (1976年、Steeplechase)
- 『マイ・オールド・フレーム』 - Jimmy Knepper in L.A. (1977年、Inner City)
- Just Friends (1978年、Hep) ※with ジョー・テンパリー
- 『テル・ミー』 - Tell Me... (1979年、Daybreak)
- Primrose Path (1980年、Hep) ※with ボビー・ウェリンズ
- I Dream Too Much (1984年、Soul Note)
- 1st Place (1986年、BlackHawk) ※1982年録音
- Dream Dancing (1986年、Criss Cross Jazz)
- T-Bop (1991年、Soul Note) ※with エリック・フェルテン

### 参加アルバム
チャールズ・ミンガス
- 『メキシコの想い出』 - Tijuana Moods (1957年、RCA)
- 『イースト・コースティング』 - East Coasting (1957年、Bethlehem)
- 『ジャズ&ポエトリー』 - A Modern Jazz Symposium of Music and Poetry (1957年、Bethlehem)
- 『道化師』 - The Clown (1957年、Atlantic)
- 『ミンガス・アー・アム』 - Mingus Ah Um (1959年、Columbia)
- 『ミンガス・ダイナスティ』 - Mingus Dynasty (1959年、Columbia)
- 『ブルース&ルーツ』 - Blues & Roots (1959年、Atlantic)
- 『プリ・バード』 - Pre Bird (1960年、Mercury) ※『ミンガスの再訪』 - Mingus Revisitedとして再発
- 『リインカーネイション・オブ・ア・ラヴ・バード』 - Reincarnation of a Lovebird (1960年、Candid)
- 『オー・ヤー』 - Oh Yeah (1962年、Atlantic) ※1961年録音
- 『トゥナイト・アット・ヌーン』 - Tonight at Noon (1964年、Atlantic) ※1957年・1961年録音
- 『クンビア&ジャズ・フュージョン』 - Cumbia & Jazz Fusion (1977年、Atlantic)

モーズ・アリソン
- 『スウィンギン・マシン』 - Swingin' Machine (1962年、Atlantic)

ジョシュア・ブレイクストーン
- Evening Star (1988年、Contemporary)

ベニー・カーター
- 『セントラル・シティ・スケッチ』 - Central City Sketches (1987年、MusicMasters)

リチャード・デイヴィス
- 『ミューゼズ・フォー・リチャード・デイヴィス』 - Muses for Richard Davis (1969年、MPS)

ギル・エヴァンス
- 『アウト・オブ・ザ・クール』 - Out of the Cool (1960年、Impulse!) ※旧邦題『クールからの脱出』
- 『ギル・エヴァンスの個性と発展』 - The Individualism of Gil Evans (1964年、Verve)
- 『ブルース・イン・オービット』 - Blues in Orbit (1971年、Enja)
- 『フラミンゴの飛翔』 - Where Flamingos Fly (1971年、Artists House/A&M)
- 『コラボレイション』 - Collaboration (1987年、EmArcy) ※with ヘレン・メリル

リッキー・フォード
- 『ショーター・アイディア』 - Shorter Ideas (1984年、Muse)

ディジー・ガレスピー
- 『パーセプションズ』 - Perceptions (1961年、Verve)

ラングストン・ヒューズ
- Weary Blues (1959年、MGM)

クラーク・テリー
- 『カラー・チェンジズ』 - Color Changes (1960年、Candid)

カイ・ウィンディング
- 『ジ・インクレディブル・カイ・ウィンディング・トロンボーン』 - The Incredible Kai Winding Trombones (1960年、Impulse!)

チャック・イスラエル
- 『ザ・ナショナル・ジャズ・アンサンブル』 - National Jazz Ensemble directed by Chuck Israels (1976年、Chiaroscuro)

ハービー・マン
- 『マイ・カインダ・グルーヴ』 - My Kinda Groove (1964年、Atlantic)
- 『アワ・マン・フルート』 - Our Mann Flute (1966年、Atlantic)

ケニー・バレル
- 『ケニー・バレルの全貌』 - Guitar Forms (1965年、Verve)

ゲイリー・バートン
- 『葬送』 - A Genuine Tong Funeral (1967年、RCA)

ジャズ・コンポーザーズ・オーケストラ
- 『ジャズ・コンポーザーズ・オーケストラ』 - The Jazz Composer's Orchestra (1968年、JCOA)
- 『エスカレーター・オーヴァー・ザ・ヒル』 - Escalator over the Hill (1971年、JCOA) with Carla Bley

サド・ジョーンズ / メル・ルイス・ジャズ・オーケストラ
- 『ザ・ビッグバンド・サウンド・オブ・サド・ジョーンズ / メル・ルイス・フィーチャリング・ミス・ルース・ブラウン』 - The Big Band Sound of Thad Jones / Mel Lewis Featuring Miss Ruth Brown (1968年、Solid State)
- 『マンデー・ナイト』 - Monday Night (1968年、Solid State)
- 『セントラル・パーク・ノース』 - Central Park North (1969年、Solid State)
- 『コンサメーション』 - Consummation (1970年、Solid State)
- 『スイート・フォー・ポップス』 - Suite for Pops (1972年、A&M)
- 『ライブ・イン・トーキョー』 - Live in Tokyo (1974年、Denon Jazz)
- 『ポプリ』 - Potpourri (1974年、Philadelphia International)
- 『サド・ジョーンズ / メル・ルイス・アンド・マヌエル・デ・シーカ』 - Thad Jones / Mel Lewis and Manuel De Sica (1974年、PAUSA)
- 『バーゼル, 1969』 - Basle, 1969 (1996年、TCB Music) ※1969年録音

ディック・カッツ
- In High Profile (1984年、Bee Hive)

リー・コニッツ
- 『リー・コニッツ・ノネット』 - Lee Konitz Nonet (1977年、Chiaroscuro)
- 『イエス、イエス、ノネット』 - Yes, Yes, Nonet (1979年、SteepleChase)
- Live at Laren (1984年、Soul Note) ※1979年録音

アル・クーパー
- 『孤独な世界』 - You Never Know Who Your Friends Are (1969年、Columbia)

秋吉敏子＝ルー・タバキンビッグバンド
- 『ロード・タイム』 - Road Time (1976年、RCA/Victor)

ジョージ・アダムス & ダニー・リッチモンド
- 『ハンド・トゥ・ハンド』 - Hand to Hand  (1980年、Soul Note)
- Gentleman's Agreement (1983年、Soul Note)

ミンガス・ダイナスティ
- 『チェアー・イン・ザ・スカイ』 - Chair In The Sky (1979年、Electra)
- 『ライヴ・アット・モントルー』 - Live at Montreux (1980年、Atlantic)
- 『リインカーネーション』 - Reincarnation (1982年、Soul Note)
- Mingus' Sounds of Love (1987年、Soul Note)
- Live at the Theatre Boulogne-Billancourt/Paris, Vol. 1 (1988年、Soul Note) ※ビッグ・バンド・チャーリー・ミンガス名義
- Live at the Theatre Boulogne-Billancourt/Paris, Vol. 2 (1988年、Soul Note) ※ビッグ・バンド・チャーリー・ミンガス名義